# Sertularia argentea
Espèce
Sertularia argentea est une espèce d’Hydrozoaires de la famille des Sertulariidae.

## Liste des variétés
Selon World Register of Marine Species (28 juin 2013) :
- variété Sertularia argentea var. pinnata Westendorp, 1843